# Cardinale (Kalabrien)
Cardinale ist eine italienische Stadt in der Provinz Catanzaro in Kalabrien mit 1794 Einwohnern (Stand 31. Dezember 2023).

## Lage und Daten
Cardinale liegt 50 km südlich von Catanzaro am Osthang der Serre. Die Nachbargemeinden sind Argusto, Brognaturo (VV), Chiaravalle Centrale, Davoli, Gagliato, San Sostene, Satriano, Simbario (VV) und Torre di Ruggiero.

## Sehenswürdigkeiten
Die Pfarrkirche stammt aus dem 16. Jahrhundert.